# Guerra de Esmalcalda

Los círculos imperiales hacia 1548.

La guerra de Esmalcalda (del alemán: Schmalkaldischer Krieg) se desarrolló en Alemania entre 1546 y 1547, y enfrentó al ejército del emperador Carlos V, comandado por Fernando Álvarez de Toledo, duque de Alba, contra el ejército de la Liga de Esmalcalda, formada por la mayor parte de los Estados luteranos del Sacro Imperio Romano Germánico y dirigida por Juan Federico I de Sajonia y Felipe I de Hesse.
La guerra terminó aparentemente con la victoria del bando católico en la batalla de Mühlberg, que permitió al emperador imponer una solución al conflicto en el Interim de Augsburgo (1548); pero las hostilidades se reanudaron en 1552 (la denominada Guerra de los Príncipes) y el resultado final fue el reconocimiento de la potestad de los príncipes alemanes de imponer su religión a sus súbditos (paz de Augsburgo, 1555).

Carlos V a caballo en Mühlberg, por Tiziano, 1548 (Museo del Prado, Madrid).

Aunque el enfrentamiento fue una guerra de religión, lo cierto es que hubo destacados protestantes en el bando imperial (Mauricio de Sajonia, que pasó a liderar el bando protestante en 1552); mientras que el reino católico de Francia terminó interviniendo decisivamente en apoyo de los príncipes luteranos. Los aspectos políticos, económicos y sociales estuvieron muy presentes en la explicación de los sucesivos alineamientos. En cuanto al enfrentamiento social entre privilegiados y clases bajas, había tenido su expresión más violenta veinte años antes, cuando tanto los príncipes católicos como los protestantes habían reprimido el anabaptismo en la guerra de los campesinos alemanes (1524-1525).

## Antecedentes

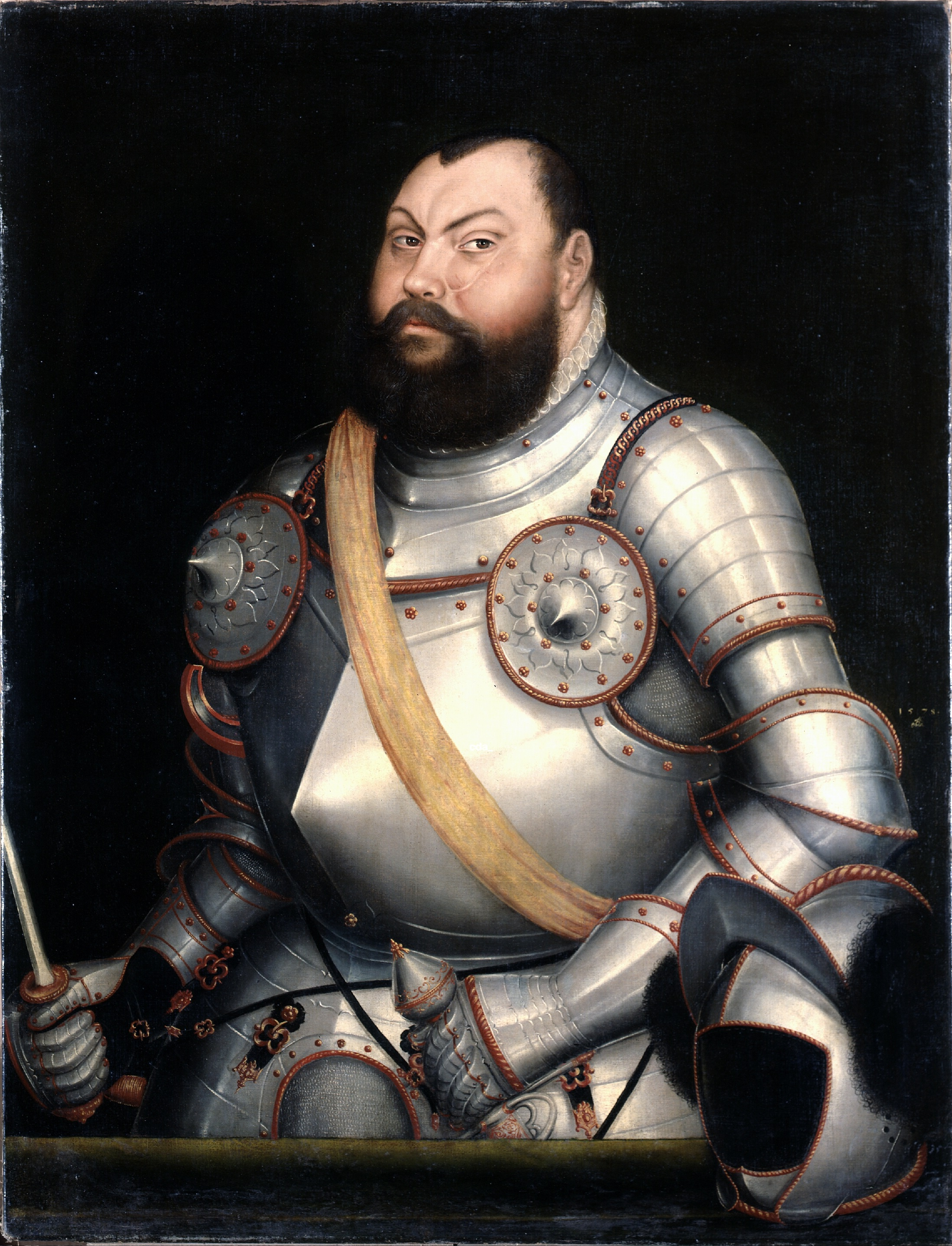
Juan Federico I de Sajonia, por Lucas Cranach el Joven.

En el contexto de la Reforma protestante, numerosos Estados imperiales habían adoptado el luteranismo, lo que proporcionaba a sus príncipes un decisivo poder contra el predominio, más teórico que real, del emperador, que apoyaba el catolicismo desde sus bases en los Estados de los Habsburgo, dentro y fuera de Alemania (archiducado de Austria, reinos de Hungría y de Bohemia, Flandes, restos del Estado Borgoñón, la Italia española y los extensos territorios de la Monarquía Hispánica, tanto en la península ibérica como en el Nuevo Mundo).
En la Dieta de Worms (1521) Carlos V había proscrito a Lutero y prohibido la difusión de sus escritos, lo que suscitó la Protesta de Espira de los príncipes luteranos (Dieta de Espira, 1529). La tensión estalló en conflicto abierto con la Confesión de Augsburgo (1530), sobre la que Melanchton realizó su Apología, rechazada por el emperador. Varios príncipes luteranos, liderados por el elector Federico III de Sajonia y el landgrave Felipe I de Hesse, se reunieron en la ciudad de Esmalcalda, donde formaron una liga o alianza militar (1531).

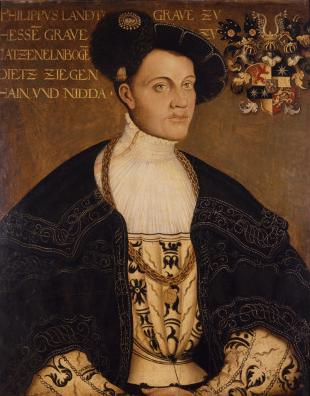
El landgrave Felipe I de Hesse.

Los príncipes católicos, reunidos en Núremberg, fundaron a su vez la Liga Católica o Santa Liga de Núremberg (1538). Ambos bandos intentaron evitar el enfrentamiento en la Dieta de Fráncfort (1539). En los años siguientes, el emperador continuó sus esfuerzos por conseguir una solución de compromiso en materia religiosa, pero se ausentó de Alemania, empeñado en las guerras de Italia contra Francia y el Imperio turco. Aprovechando la situación, los protestantes expulsaron de Brunswick-Luneburgo al duque católico Enrique el Joven (1542).

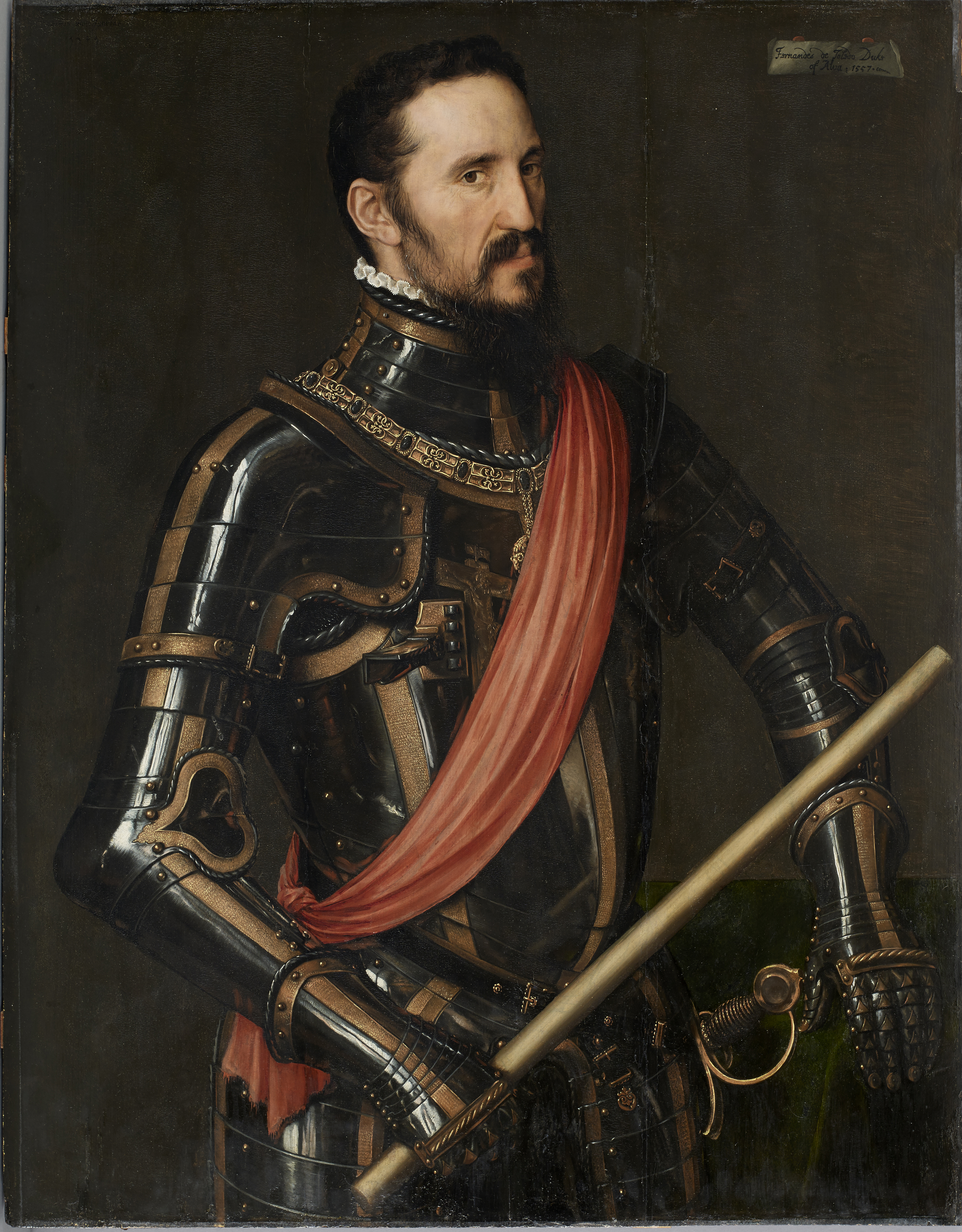
El duque de Alba, por Antonio Moro.

En 1544 Carlos V volvió a Alemania tras firmar el Tratado de Crépy, lo que cerraba uno de los frentes que hasta entonces había mantenido abierto. Simultáneamente, en la ciudad alpina de Trento (territorio imperial), se habían iniciado las reuniones de un Concilio impulsado por el papa y el emperador, y que los protestantes no aceptaban (13 de noviembre de 1545). El emperador había logrado aliarse no sólo con el papa Paulo III, sino también con algunos príncipes luteranos (el duque Mauricio de Sajonia). A la vista de la fuerza demostrada por Carlos, que comenzaba a adoptar fuertes medidas contra algunos confederados, los líderes de la liga de Esmalcalda se reunieron el 4 de julio de 1546 en Ichtershausen (Turingia) y acordaron realizar un ataque preventivo lo antes posible, para evitar que el emperador concentrara un gran ejército.

## La guerra

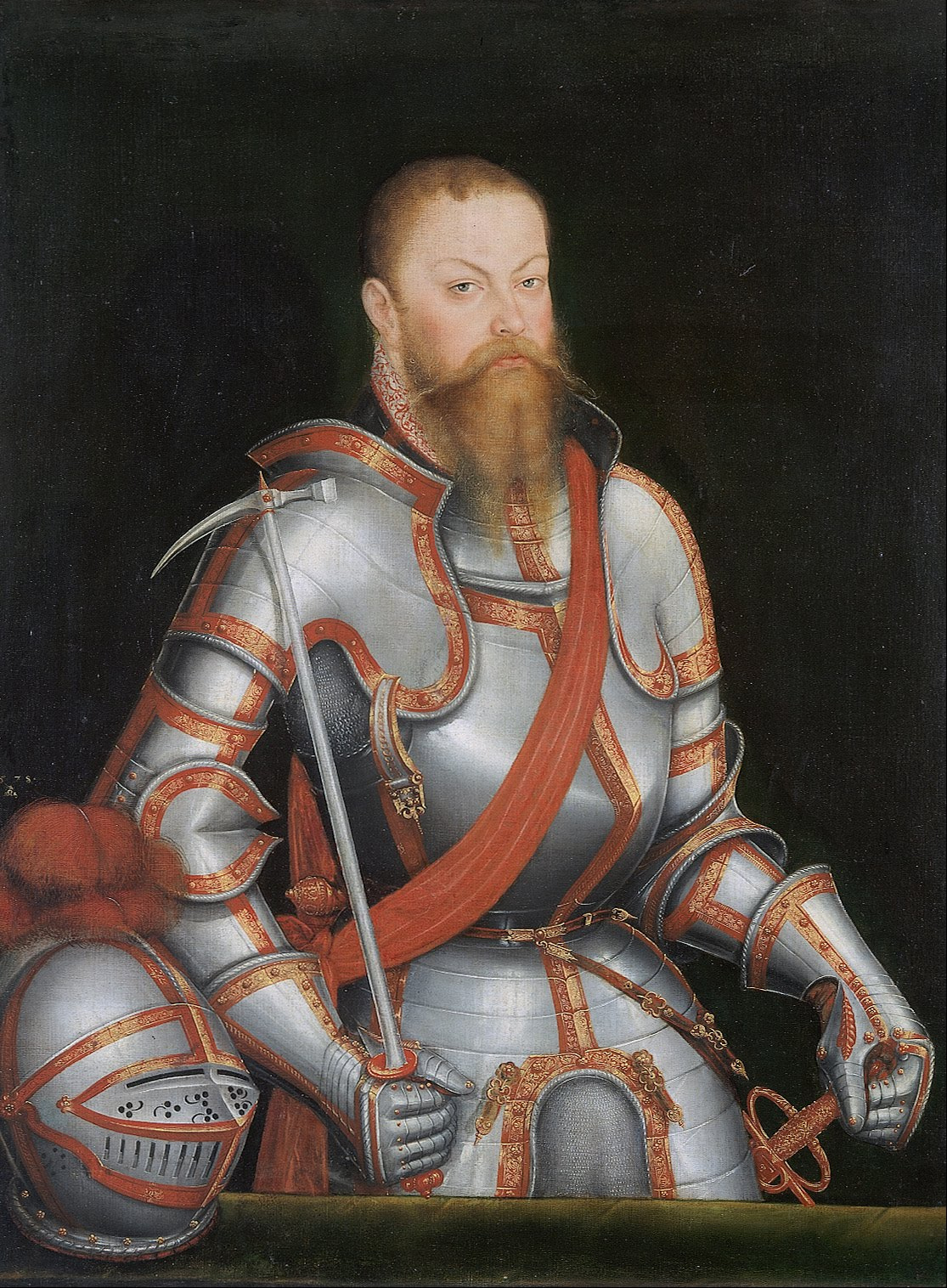
Mauricio de Sajonia, por Lucas Cranach el Joven.

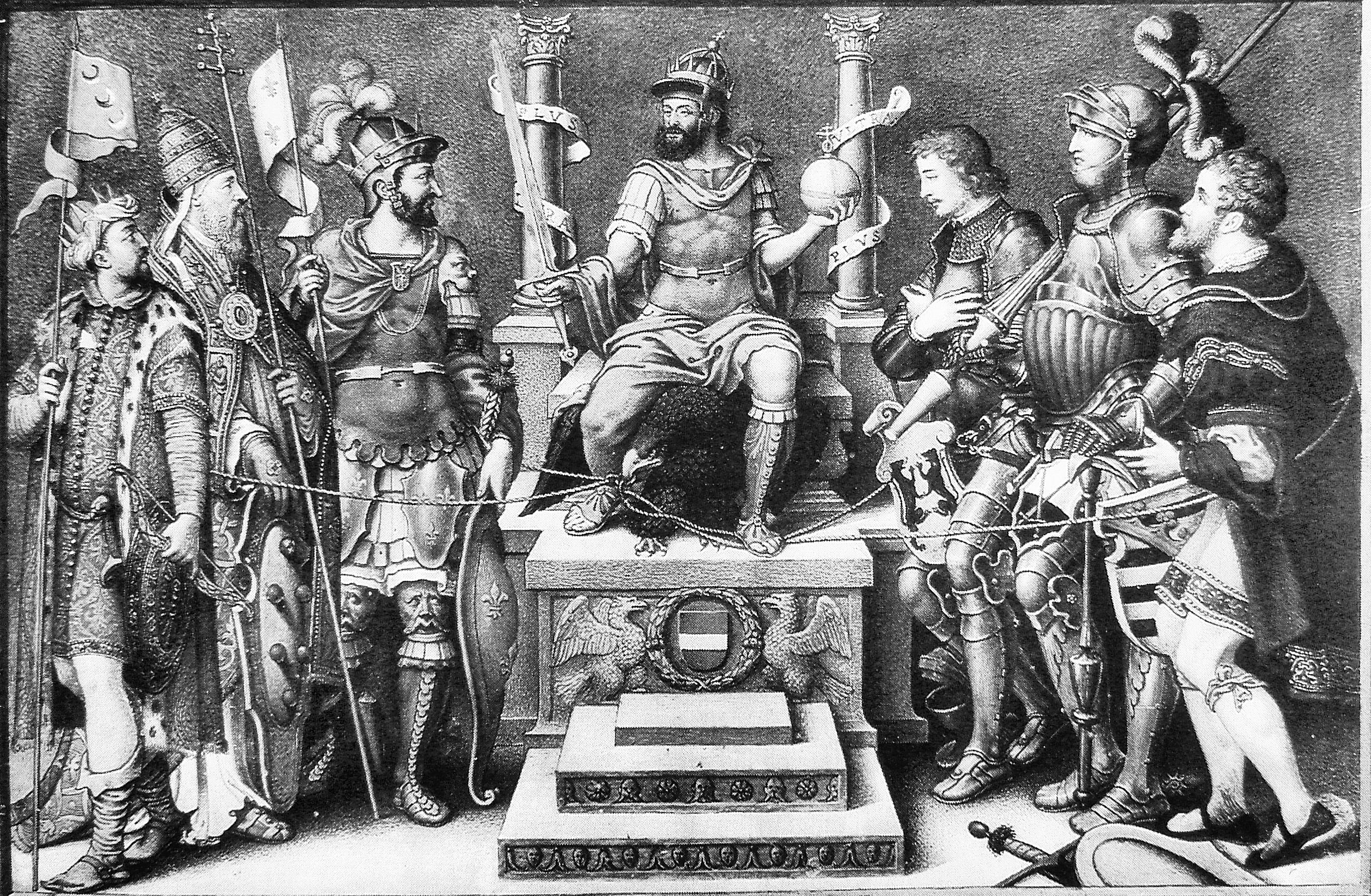
Carlos V, en el trono, sobre sus enemigos derrotados, de izquierda a derecha: Suleimán el Magnífico, el papa Clemente VII, Francisco I de Francia, el duque Guillermo V de Cléveris, el duque Juan Federico I de Sajonia y el landgrave Felipe I de Hesse. Giulio Clovio, mediados del.

### Campaña del Danubio

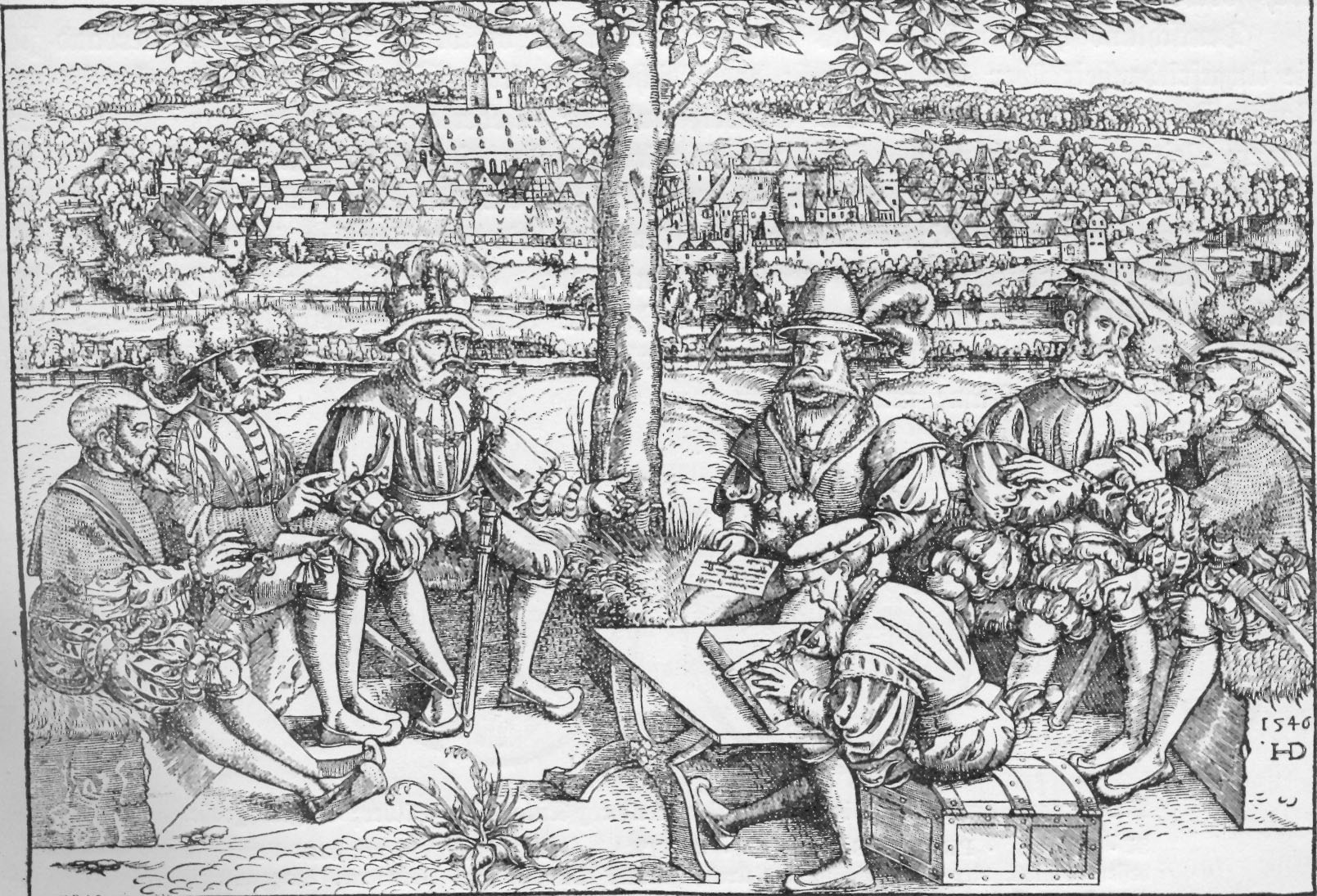
Consejo de Guerra durante la campaña del Danubio. Grabado del Libro de la guerra de Reinhart el Viejo, conde de Solms y señor de Müntzenberg, 1549. Solms era un mariscal de campo imperial.

Las hostilidades se iniciaron en Suabia, cuando los ejércitos de varias ciudades imperiales libres luteranas ocuparon la ciudad católica de Füssen, posesión de los príncipes-obispos de Augsburgo, y el paso de Ehrenberg (9 de julio de 1546). Los ejércitos imperiales se vieron forzados a retirarse a la fortaleza de Ingolstadt, en el ducado de Baviera, donde pudieron resistir.
Los planes luteranos de invadir el condado de Tirol (posesión de los Habsburgo), lo que hubiera impedido la llegada de refuerzos católicos desde Italia, no recibieron la aprobación de la Liga. La presencia de príncipes católicos y pro-imperiales en los dos grandes territorios meridionales (el duque Guillermo IV en Baviera y el archiduque Fernando I, hermano del emperador, en Austria) permitió a Carlos reunir sin obstáculos un ejército suficiente para contrarrestar la situación, que incluía tropas pontificias al mando de Octavio Farnesio.
Al inicio de la guerra, los efectivos de la liga de Esmalcalda se han estimado en 50 000 soldados y 110 piezas de artillería, frente a un ejército imperial inferior en cantidad, pero compuesto por tropas más veteranas.  Carlos V partía con su ejército desde Ratisbona el 21 de agosto, con 20 000 lansquenetes alemanes y 9000 soldados españoles de los tercios de Lombardía, Nápoles y Hungría. Contaba además con 11 000 infantes italianos enviados por el Papa Paulo III, así como 4000 hombres de armas y 1500 caballos ligeros, así como 32 piezas de artillería. Debía sumársele 9000 infantes de los Países Bajos, a cargo de Maximilien d'Egmont, conde de Buren, así como 1000 hombres de armas y 4300 caballos ligeros, pero no llegarían a Ingolstadt hasta el 15 de septiembre de 1546.

### Campaña de Sajonia

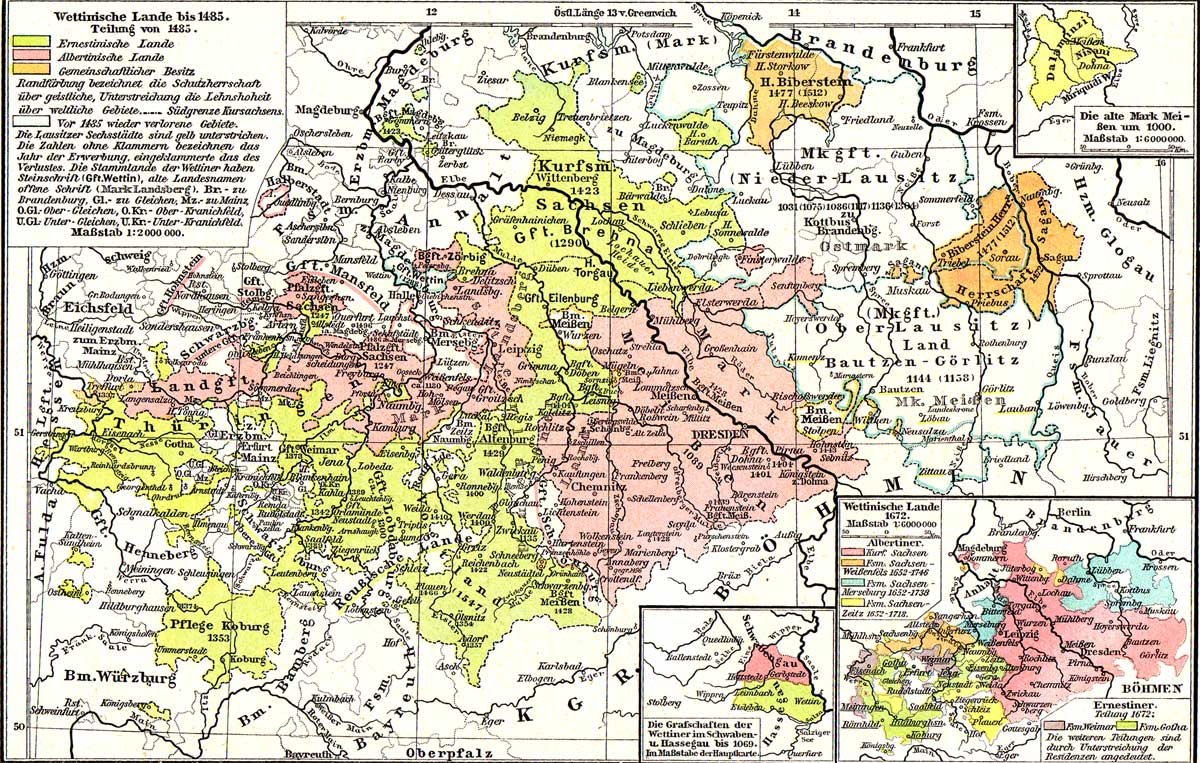
Sajonia ernestina en amarillo y Sajonia albertina en rosa, hacia 1485. En el recuadro inferior, la situación hacia 1672.

Los líderes de la Liga no se decidían a entablar batalla contra las entrenadas tropas imperiales. El 20 de julio de 1546, el elector Juan Federico I de Sajonia y el landgrave Felipe I de Hesse fueron proscritos por un edicto imperial (Reichsacht) bajo la acusación de haber depuesto al duque católico Enrique de Brunswick-Luneburgo en 1542. El duque Mauricio de Sajonia aprovechó la oportunidad y, ayudado por Fernando I de Austria, invadió en octubre las tierras de su primo y rival de la Sajonia ernestina, forzando al elector Juan Federico I a retirarse con sus tropas. Rápidamente llegó desde Suabia y liberó la Sajonia ernestina con su ejército, para invadir posteriormente a su vez la Sajonia albertina y las tierras bohemias adyacentes. La llegada del invierno dejó en suspenso las operaciones militares y el conflicto quedó en un estadio incierto.

### Batalla de Mühlberg

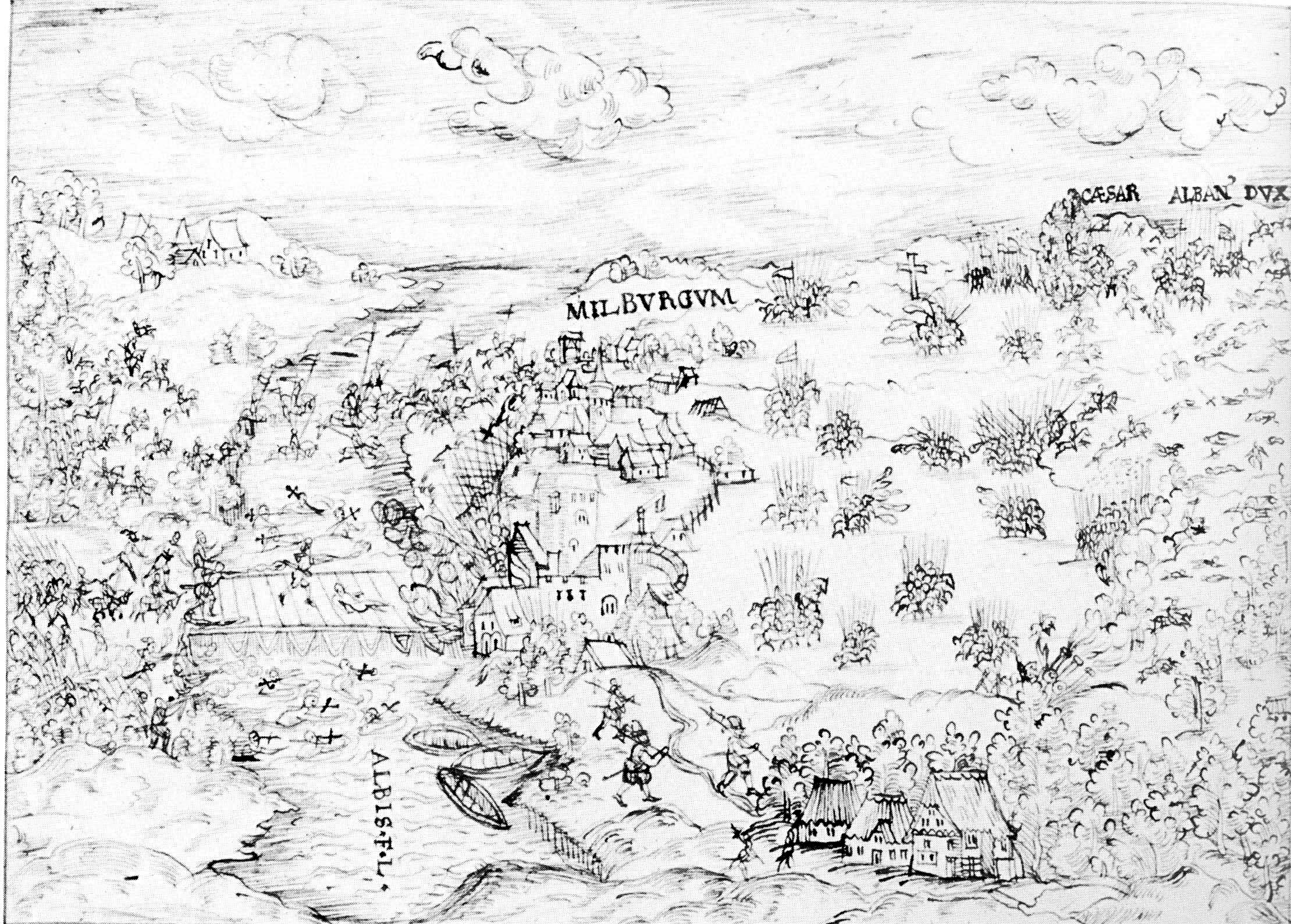
Enfrentamiento de los dos ejércitos sobre el puente de Mühlberg. En el centro, la localidad de Mühlberg (Milburgum). A la derecha, los ejércitos imperiales del duque de Alba (Caesar Alban' Dux). Ilustración a lápiz del libro De bello Smalcaldico ("De la guerra de Esmalcalda"), hacia 1596/1598.

En Suabia las tropas de Hesse no llevaron a cabo más acciones, mientras que las ciudades imperiales y los príncipes protestantes, como el duque Ulrich de Wurtemberg y el conde Federico II del Palatinado, optaron por rendirse al emperador. El 28 de marzo de 1547, Carlos V partió hacia Bohemia, donde juntó sus fuerzas con las de su hermano Fernando, rey de ese reino. Dado que los luteranos bohemios no ayudaron militarmente al elector Juan Federico I, como este esperaba, el ejército imperial le obligó fácilmente a retirarse. Los desacuerdos en la estrategia a seguir llevaron a los ejércitos de la Liga a una decisiva derrota en la batalla de Mühlberg (24 de abril de 1547), donde Juan Federico I fue hecho prisionero.

### Sitio de Bremen y batalla de Drakenburg
Tras la batalla de Mühlberg, que determinó el resultado de la guerra, las dos únicas ciudades protestantes que continuaban la resistencia eran Bremen y Magdeburgo. Ambas rehusaron pagar las cantidades que Carlos V les imponía en concepto de multa y evitaron ser ocupadas por tropas imperiales. En Bremen, 12 000 soldados imperiales bajo el mando del duque Erico II de Brunswick-Calenberg mantuvieron infructuosamente un asedio desde enero hasta mayo. Este hecho llevó a la Batalla de Drakenburg (23 de mayo de 1547), en la que un ejército protestante de la Liga de Esmalcalda invadió el vecino principado de Calenberg. Agotados sus hombres y recursos, el ejército imperial del duque Erico fue rápidamente derrotado. Durante la lucha, Erico se vio obligado a cruzar el río Weser para salvar la vida. Como consecuencia de la batalla de Drakenburg, todo el norte de Alemania quedó libre de presencia de tropas imperiales.

## Consecuencias

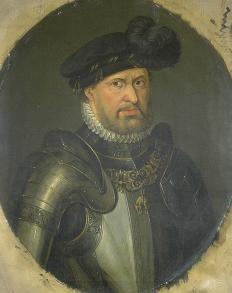
Enrique V de Brunswick-Wolfenbüttel o Brunswick-Luneburgo.

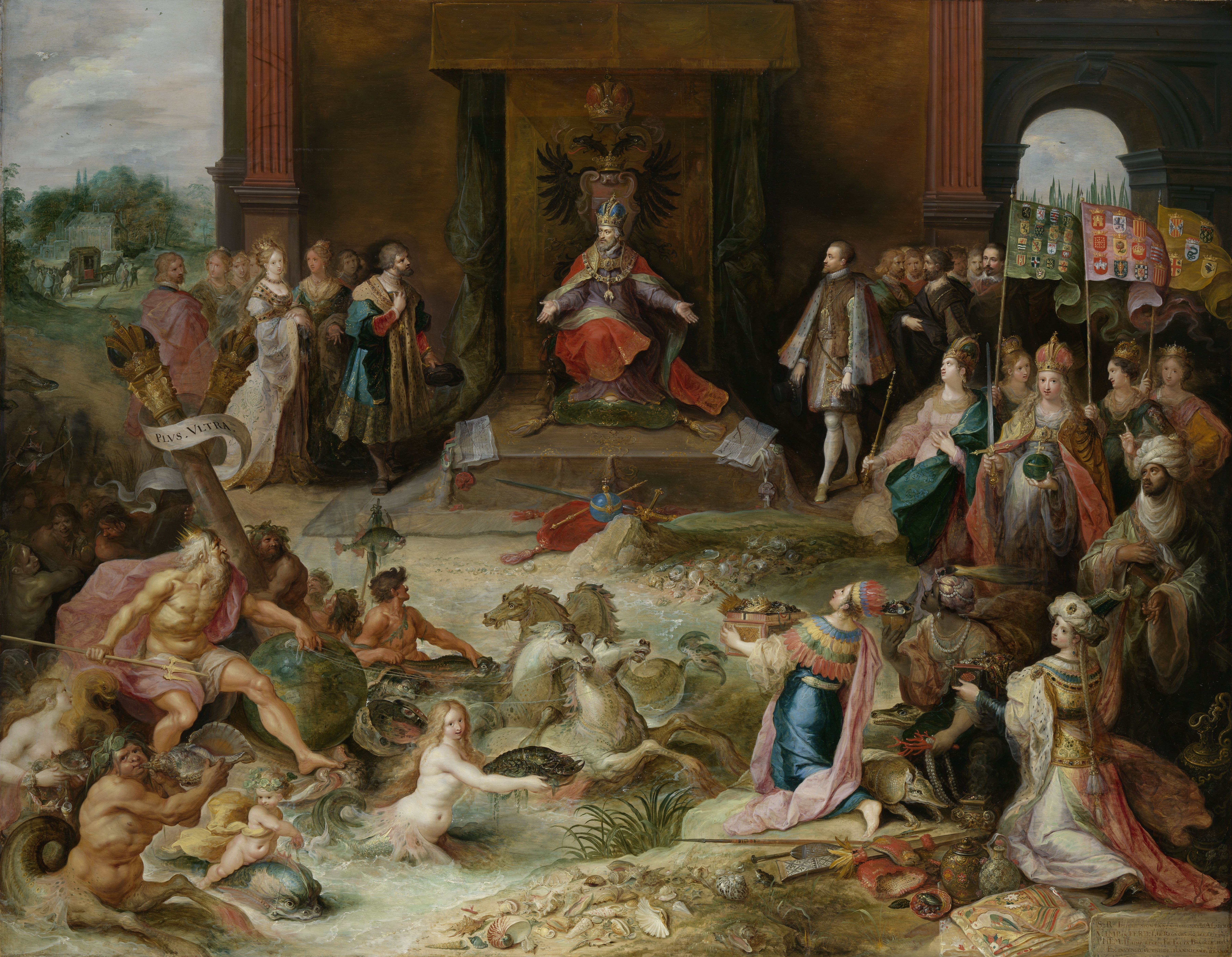
Alegoría de las abdicaciones de Bruselas, por Frans Francken el Joven, hacia 1660.

### Capitulación de Wittenberg
El elector Juan Federico I, capturado, fue inicialmente sentenciado a muerte, y, para obtener el perdón, el 19 de mayo de 1547 firmó la capitulación de Wittenberg. Perdió la dignidad electoral y algunos territorios ernestinos fueron cedidos a su primo Mauricio, que fue elevado a la dignidad electoral el 4 de junio. Mauricio, con ayuda del Elector Joaquín II de Brandeburgo, intentó mediar en favor de su suegro Felipe I de Hesse. El landgrave se entregó en Halle, confiándose a la misericordia del emperador. Carlos V le encarceló inmediatamente, lo que sorprendió desagradablemente a los electores.
Las condiciones de la rendición también preveían la reposición de Enrique de Wolfenbüttel en su ducado, la de Julius von Pflug en el obispado de Naumburgo-Zeitz y el compromiso de los protestantes de reconocer el Concilio de Trento, al que se comprometían a asistir. La Liga de Esmalcalda quedó disuelta.

### Interim de Augsburgo
Aunque las fuerzas imperiales quedaron victoriosas sobre las protestantes, las ideas de Martín Lutero (muerto el 18 de febrero de 1546) se habían extendido por todo el Imperio, y eso no podía suprimirse con la fuerza física. La decisión del Papa de trasladar el concilio de Trento (territorio imperial) a Bolonia (en los Estados Pontificios) disgustó al emperador, pues contribuía a la desconfianza de los partidarios de la Reforma. Decidido a solucionar el conflicto religioso por sus propios medios, y sintiéndose en la cumbre de su poder, Carlos V reunió la Dieta de Augsburgo y dictó el 15 de mayo de 1548 el denominado Interim de Augsburgo, con el que confiaba obtener la reintegración de los protestantes en la iglesia católica (con concesiones como la aceptación del cáliz de los laicos -comunión en las dos especies, pan y vino-, la no imposición del celibato sacerdotal y la aceptación de las apropiaciones de bienes eclesiásticos que se habían hecho en beneficio de los príncipes protestantes).

### Tratado de Torgau, Tratado de Chambord y guerra de los Príncipes
No obstante, la aplicación del Interim fue generando un clima de malestar entre los príncipes protestantes, que volvieron a estar en condiciones de rebelarse contra el poder imperial en 1552, liderados esta vez por el ahora elector Mauricio de Sajonia (la denominada Guerra de los Príncipes). Fue clave el apoyo del rey Enrique II de Francia, que firmó con ellos el Tratado de Chambord (15 de enero de 1552), lo que le permitió ocupar, Metz, Toul y Verdún.
Mauricio había recibido el encargo de someter la ciudad luterana de Magdeburgo en 1550, sin embargo aprovechó la coyuntura y los recursos de la Dieta para formar un ejército personal que se alió con la Liga de Königsberg liderada por el langrave de Hesse y el margrave de Brandeburgo, el duque Alberto de Prusia y Hans de Custria). La Liga de Torgau (precedente político -en 1526- de la liga militar de Esmalcalda -de 1531-) se reactivó con la Alianza o Tratado de Torgau de mayo de 1551, que explícitamente pretendía el restablecimiento de las libertades alemanas. Carlos V todavía confiaba en Mauricio, y se citó con él en Innsbrück, pero este no acudió. En mayo de 1552 el ejército de Mauricio de Sajonia avanzó hacia el sur, conquistando el Tirol y amenazando la propia residencia del emperador. Carlos V tuvo que huir de forma humillante, con un pequeño séquito y atravesando los Alpes en medio de una tormenta de nieve, a punto de ser copado entre fuerzas superiores.

### Paz de Passau y Segunda Guerra de los Margraves

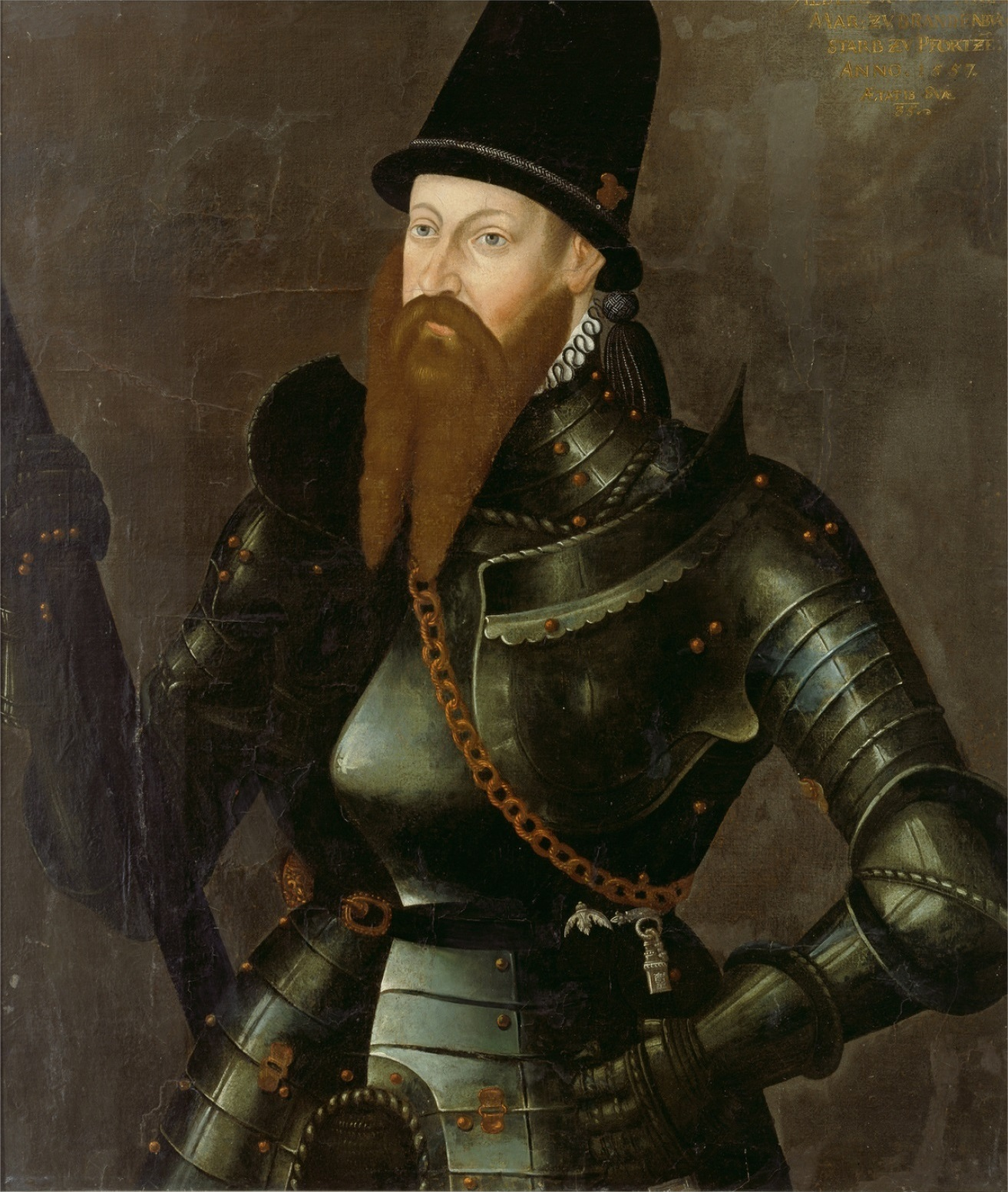
Alberto II Alcibíades de Brandenburg-Kulmbach.

Ante la nueva situación, se vio obligado a pactar con Mauricio, que a cambio de romper su alianza con el rey de Francia (para entonces Enrique II) le hizo retirar el Interim y liberar a Juan Federico I de Sajonia y Felipe I de Hesse (Paz de Passau, 2 de agosto de 1552). Los príncipes protestantes, que consideraban insuficiente esta transacción, instigaron la denominada Segunda Guerra de los Margraves (1552-1555), dirigidos por Alberto Alcibíades de Brandeburgo-Kulmbach, margrave de Brandeburgo-Kulmbach. Fueron derrotados en la batalla de Sieverhausen (Lehrte) por el propio Mauricio de Sajonia, que, no obstante, murió en ella (9 de julio de 1553).

### Sitio de Metz y Paz de Augsburgo
Incapaz de reconducir militarmente la situación a su favor (fracaso en el sitio de Metz de 1552-1553), Carlos V no tuvo otro remedio que firmar la Paz de Augsburgo (25 de septiembre de 1555), que reconocía el principio de libertad religiosa para los príncipes protestantes o católicos (cuius regio, eius religio). Sintiéndose incapaz de continuar con su tarea política, Carlos V inició el ciclo de abdicaciones de Bruselas (1555-1556), incluyendo la renuncia a la dignidad imperial (que no fue aceptada por los electores hasta el 24 de febrero de 1558). Esta retirada, además de una salida personal para él, significaba un intento de solucionar los conflictos a través de figuras de las que se esperaban nuevas estrategias: su hermano el archiduque de Austria Fernando I (que le sucedió como emperador) y su hijo Felipe II (que concentró el resto de los reinos de la Monarquía Hispánica).